# Cyklopenten
Cyklopenten je uhlovodík patřící mezi cykloalkeny. Je to bezbarvá kapalina se zápachem podobným zápachu ropy.
Vyrábí se průmyslově ve velkém množství a používá se jako monomer pro výrobu některých plastů a v mnoha chemických syntézách.
Cyklopenten lze vyrobit molekulovým přesmykem z vinylcyklopropanu.